# Râul Gâștești
Râul Gâștești, cunoscut și sub denumirile Humei sau Vârlan, este un curs de apă, afluent al râului Ruja. Râul Gâștești, cu o lungime de 7 km și un bazin hidrografic de 14 km2, izvorăște din vatra satului Gâștești, iar înainte de intrarea în zona intravilană a orașului Pașcani, primește de pe partea dreaptă un afluent numit râul Pârâul Vechi, după care străbate de la vest la est cartierul Fântânele al municipiului Pașcani. În zona acestui cartier, râul Gâștești primește de pe partea stângă afluentul numit râul Arini, dar și mai multe izvoare locale cu apă potabilă. Ulterior se varsă în râul Ruja, la nord de orașul Pașcani.
Afluentul Arini izvorăște din Dealul Arinilor din suburbia Gâștești a orașului Pașcani și traversează acest municipiu pe la sud de Complexul Zootehnic, fiind barat înainte de a traversa șoseaua care vine dinspre Lespezi. Se varsă în râul Gâștești în zona cartierului Fântânele din municipiul Pașcani.